# Cheiranthera
Cheiranthera is een geslacht uit de familie Pittosporaceae. De soorten zijn endemisch in Australië.

## Soorten
- Cheiranthera alternifolia E.M.Benn.
- Cheiranthera cyanea Brongn.
- Cheiranthera filifolia Turcz.
- Cheiranthera linearis A.Cunn. ex Lindl.
- Cheiranthera preissiana Putt.
- Cheiranthera telfordii L.Cayzer & Crisp
- Cheiranthera volubilis Benth.